# Pseudospondias microcarpa
Espèce
Synonymes
- Pseudospondias microcarpa var. microcarpa[1]
- Spondias angolensis O.Hoffm.[1]
- Spondias microcarpa A.Rich.[1]
- Spondias zanzee G. Don[1]

Pseudospondias microcarpa est une espèce d'arbres de la famille des Anacardiaceae. Il est présent en Afrique tropicale, du Sénégal jusqu’au Nord de l’Angola, en passant par la République Démocratique du Congo, l’Ouganda et l’Ouest de la Tanzanie. Aussi connu sous le nom d’ofoss au Gabon, il est utilisé dans l’alimentation et la fabrication d’objets divers et pour ses propriétés médicinales,.

## Description
Pseudospondias microcarpa est un arbre à croissance rapide pouvant atteindre 35 m de haut, souvent tordu au niveau du sol ou légèrement cannelé chez les plus vieux sujets,. Il s’agit d’une espèce caducifoliée semi-héliophile, principalement présente dans les forêts sempervirentes et semi-décidues et plus particulièrement le long des cours d’eau. Son tronc gris pourvu de contreforts est lisse à écailleux avec des plaques qui se détachent et des lenticelles. Il peut mesurer jusqu’à 2 m de diamètre,. La partie faiblement odorante est jaune à rose et exsude un liquide brun rougeâtre. Les branches se situant au niveau de sa base sont souvent couvertes de plantes épiphytes. Ses feuilles quant à elles sont composées, imparipennées, munies de 5 à 17 folioles dissymétriques et sont de couleur rouge à l’état jeune. Les inflorescences sont longues de 10 à 60 cm et sont blanc verdâtre. Enfin, les fruits de Pseudospondias microcarpa ont la taille d’une cerise (2 à 2,5 cm de long) et sont rouges puis noirs ou violacés lorsqu’ils sont mûrs, avec une odeur assez prononcée. Cet arbre est soupçonné d’avoir des effets narcotiques sur les personnes qui s’assiéraient ou dormiraient en-dessous,.

## Usages
Les fruits de Pseudospondias microcarpa sont consommés crus ou cuits en milieu rural et sont parfois commercialisés. Ils ont un goût sucré et sont généralement mangés en petites quantités, comme en-cas.
L’écorce de cet arbre, qui contient une résine rougeâtre, est quant à elle broyée en poudre ou infusée pour lutter contre certains maux. Selon les pays, elle sert en effet à soigner la toux, la jaunisse ou d’autres infections touchant les yeux. Elle est aussi utilisée pour ses propriétés purgatives et diurétiques ou pour traiter les lumbagos, l’asthénie, les douleurs liées aux dents aux côtes ou aux rhumatismes, et les complications gonococciques. Elle est aussi administrée pour agir contre la malaria, la constipation ou les problèmes de vers intestinaux,.
Le bois du Pseudospondias microcarpa est léger et tendre, sujet à l’échauffement et aux attaques d’insectes foreurs. Il est donc principalement utilisé en menuiserie légère, pour faire des canots, des mâts, des tabourets ou encore des planches. Enfin les graines peuvent être consommées et servent parfois à fabriquer des colliers. Au Gabon par exemple, cette plante est considérée comme aphrodisiaque,.

## Liste des variétés
Selon Tropicos (21 décembre 2017) (Attention liste brute contenant possiblement des synonymes) :
- variété Pseudospondias microcarpa var. hirsuta Brenan
- variété Pseudospondias microcarpa var. longifolia (Engl.) Keay
- variété Pseudospondias microcarpa var. microcarpa